# Igors Vihrovs
Igors Vihrovs (Riga, 6 giugno 1978) è un ex ginnasta lettone.

## Palmarès

### Olimpiadi
- 1 medaglia:
  - 1 oro (Sydney 2000 nel corpo libero)

### Mondiali
- 1 medaglia:
  - 1 bronzo (Gent 2001 nel corpo libero)

### Universiadi
- 1 medaglia:
  - 1 argento (Pechino 2001 nel corpo libero)